# Kabinett Kučinskis
Das Kabinett Kučinskis war eine Regierung Lettlands. Es löste am 11. Februar 2016 die nach der Parlamentswahl 2014 gebildete Regierung Straujuma II ab. Seit der Parlamentswahl am 6. Oktober 2018 war das Kabinett, bis zur Vereidigung der neuen Regierung Kariņš I am 23. Januar 2019, nur noch geschäftsführend im Amt.

## Regierungskabinett
| Ressort                              | Bild                 | Name                                | Partei | Partei |
| ------------------------------------ | -------------------- | ----------------------------------- | ------ | ------ |
| Ministerpräsident                    | Māris Kučinskis      | Māris Kučinskis                     |        | ZZS    |
| Wirtschaft                           | Arvils Ašeradens     | Arvils Ašeradens                    |        | V      |
| Verteidigung                         | Raimonds Bergmanis   | Raimonds Bergmanis                  |        | ZZS    |
| Auswärtiges                          | Edgars Rinkēvičs     | Edgars Rinkēvičs                    |        | V      |
| Finanzen                             | Dana Reizniece-Ozola | Dana Reizniece-Ozola                |        | ZZS    |
| Inneres                              | Rihards Kozlovskis   | Rihards Kozlovskis                  |        | V      |
| Bildung und Wissenschaft             | Kārlis Šadurskis     | Kārlis Šadurskis                    |        | V      |
| Kultur                               | Dace Melbārde        | Dace Melbārde                       |        | NA     |
| Soziales                             | Jānis Reirs          | Jānis Reirs                         |        | V      |
| Verkehr                              | Uldis Augulis        | Uldis Augulis                       |        | ZZS    |
| Justiz                               | Dzintars Rasnačs     | Dzintars Rasnačs                    |        | NA     |
| Gesundheit                           | Guntis Belēvičs      | Guntis Belēvičs (bis 10. Juni 2016) |        | ZZS    |
| Gesundheit                           | Anda Čakša           | Anda Čakša (seit 16. Juni 2016)     |        | ZZS    |
| Umweltschutz und Regionalentwicklung | Kaspars Gerhards     | Kaspars Gerhards                    |        | NA     |
| Landwirtschaft                       | Jānis Dūklavs        | Jānis Dūklavs                       |        | ZZS    |

## Koalitionsparteien
|  | Partei                                                                                     |
|  | ------------------------------------------------------------------------------------------ |
|  | Vienotība (Einigkeit)                                                                      |
|  | Nacionālā apvienība „Visu Latvijai!“ – „Tēvzemei un Brīvībai/LNNK“ (Nationale Vereinigung) |
|  | Zaļo un Zemnieku savienība (Bündnis der Grünen und Bauern)                                 |